# Sérgio Antônio Soler de Oliveira Júnior
Sérgio Antônio Soler de Oliveira Júnior, mais conhecido como Serginho (Monte Aprazível, 15 de março de 1995), é um futebolista brasileiro naturalizado Chinês que atua como meia. Atualmente, joga pelo Beijing Guoan, da China.

## Carreira

### Início
Natural de Monte Aprazível, São Paulo, Serginho começou sua carreira no time de sua cidade natal, o E.F.J.R. - Escolinha de Futebol Jardim Renascer, com o treinador Valdecir da Cruz Pereira, e disputou vários campeonatos.
Em 2008, se transferiu para o São Paulo, no entanto, foi dispensado em 2011 devido à graves lesões nas costas.
No mesmo ano, assinou com o Santos, integrando a equipe sub-17. Pelo clube, Serginho foi campeão da Copa São Paulo de Futebol Júnior em 2014.

### Santos
Serginho fez sua estreia profissional em 9 de março de 2014, em uma goleada por 4 a 1 sobre o Oeste no Estádio Urbano Caldeira pelo Campeonato Paulista. Sua estreia no Campeonato Brasileiro da Série A aconteceu em 11 de setembro, em uma derrota por 3 a 1 para o Sport na Arena Pernambuco.
Em 15 de janeiro de 2016, Serginho renovou seu contrato com o Santos até dezembro de 2018. Sete dias depois, marcou seu primeiro gol como profissional no amistoso contra o Bahia na Arena Fonte Nova, após aplicar um lindo drible no defensor e acertar um chute de fora da área no ângulo do goleiro Marcelo Lomba.
No dia 8 de julho de 2016, sem espaço no Santos, Serginho foi emprestado até o final do ano para o Vitória.
Em janeiro de 2017, o jogador retornou ao Santos.
Em janeiro de 2018, foi emprestado para o América Mineiro.

### América Mineiro
O camisa 10 se destacou no América, marcando sete gols e dando três assistências em 24 jogos.
Em julho de 2018, o Santos havia acertado a venda de Serginho ao Al-Wahda, dos Emirados Árabes, pelo valor de US$ 2 milhões (cerca de R$ 7,7 milhões), mas poucos dias depois, o clube recebeu uma proposta do Kashima Antlers, do Japão, que prometia pagar o mesmo valor pelo atleta, só que à vista, e preferiu aceitá-la. O América tinha a opção de igualar a oferta, porém, a diretoria optou por não fazê-la. O clube alviverde recebeu US$ 80 mil (R$ 300 mil) de compensação.

### Kashima Antlers
Em sua chegada no Kashima Antlers, Serginho foi recebido por Zico, diretor técnico do clube japonês, que o havia recomendado.
Em poucos meses, o jogador se tornou ídolo da torcida, sendo decisivo em quase todos os confrontos do mata-mata da Liga dos Campeões da AFC de 2018, incluindo a final, e garantindo o Kashima Antlers na Copa do Mundo de Clubes da FIFA do mesmo ano. No primeiro jogo do Kashima Antlers no campeonato, contra o Chivas Guadalajara, do México, pelas quartas-de-final, Serginho foi um dos destaques na vitória de virada do clube japonês por 3 a 2, participando da jogada do gol de empate e marcando, de pênalti, o gol da virada. Na semifinal, o Kashima Antlers acabou sendo eliminado pelo Real Madrid, da Espanha, por 3 a 1. Na disputa de terceiro lugar, o clube japonês foi derrotado pelo River Plate, da Argentina, em uma goleada de 4 a 0, terminando em quarto lugar na competição.
No total, foram 31 gols em 76 jogos com a camisa dos Antlers.

### Changchun Yatai FC
No segundo semestre de 2020, se transferiu para o Changchun Yatai, da China, por 2,6 milhões de euros. Pela equipe, o jogador conquistou o título da Segunda Liga Chinesa, em 2020, que garantiu o acesso do time para a Superliga Chinesa, a principal do país.
Em 2022, após sofrer uma lesão no quinto metatarso do pé direito, o meia realizou 25 jogos, com nove gols marcados e quatro assistências anotadas.
Em março de 2023, acertou novo vínculo com o clube chinês por mais três anos.

## Títulos

### Categorias de Base
Santos
- Copa do Brasil Sub-20: 2013

- Copa São Paulo de Futebol Júnior: 2014

### Profissional
Santos
- Campeonato Paulista: 2015 e 2016

Kashima Antlers
- Liga dos Campeões da AFC: 2018

Changchun Yatai
- China League One: 2020